# Holcocephala pennipes
Holcocephala pennipes är en tvåvingeart som beskrevs av Hermann 1924. Holcocephala pennipes ingår i släktet Holcocephala och familjen rovflugor.
Artens utbredningsområde är Peru. Inga underarter finns listade i Catalogue of Life.